# Vaux-sur-Somme

Vaux-sur-Somme este o comună în departamentul Somme, Franța. În 1 ianuarie 2022 avea o populație de 272 de locuitori.